# حمیدرضا مقدم‌فر
حمیدرضا مقدّم‌فر (زادهٔ ۱۳۴۰) سرتیپ‌دوم سپاه پاسداران انقلاب اسلامی است. وی مشاور فرهنگی و رسانه‌ای فرمانده سپاه پاسداران انقلاب اسلامی ، معاون دفتر حفظ و نشر آثار سید علی خامنه‌ای، دبیر ستاد مردمی بزرگداشت قاسم سلیمانی، مشاور فرهنگی دانشگاه آزاد اسلامی و مسئول ستاد نشر و تبلیغ نامه سید علی خامنه‌ای به جوانان اروپا و آمریکای شمالی است. او از سال ۱۳۸۶ تا ۱۳۹۰ مدیرعامل خبرگزاری فارس بود. سپس معاون فرهنگی اجتماعی سپاه پاسداران انقلاب اسلامی شد و تا شهریور ماه سال ۱۳۹۳ در این سمت بود. مقدّم‌فر در سال ۱۳۹۳ نشان افتخار جهادگر عرصه فرهنگ و هنر را دریافت کرد. او همچنین عضو هیئت امنا آستان سلطان علی بن محمد باقر می‌باشد.
مقدّم‌فر همچنین در کارنامهٔ خود، سابقهٔ عضویت در حزب جمهوری اسلامی، تدریس و مدیریت در آموزش و پرورش را دارد.

## ارتباط با کاترین پرز-شکدم
در اسفند ۱۴۰۰ مطالبی در شبکه‌های اجتماعی منتشر شد مبنی بر این که حمیدرضا مقدم‌فر معاون دفتر حفظ و نشر آثار آیت‌الله خامنه‌ای با کاترین پرز-شکدم دیدار کرده و او را به نهادها و ارگان‌هایی چون دفتر آیت‌الله خامنه‌ای و خبرگزاری تسنیم معرفی کرده‌است. خبرگزاری تسنیم با انتشار بیانیه‌ای که روی وبسایت خود منتشر کرد، این دیدار را تکذیب و آن را دروغ‌پردازی برخی طرفداران محمود احمدی‌نژاد، رئیس‌جمهور پیشین ایران خواند و از اساس منکر مسئولیت حمیدرضا مقدم‌فر در دفتر سیدعلی خامنه‌ای شد.
ایندیپندنت فارسی در گزارشی نوشته‌است کاترین شکدم که پیش از آن در اتاق‌های فکر وابسته به دولت اسرائیل فعالیت داشته‌است، با ورود به ایران و جلب اعتماد بسیاری از مقام‌های ارشد نظام و سرداران سپاه پاسداران، با دفتر حفظ و نشر آثار رهبر جمهوری اسلامی ایران زیر نظر حمیدرضا مقدم‌فر و کمیل خجسته باقرزاده، برادرزاده همسر علی خامنه‌ای، همکاری نزدیک داشته‌است.

## نقض حقوق شهروندان بهائی

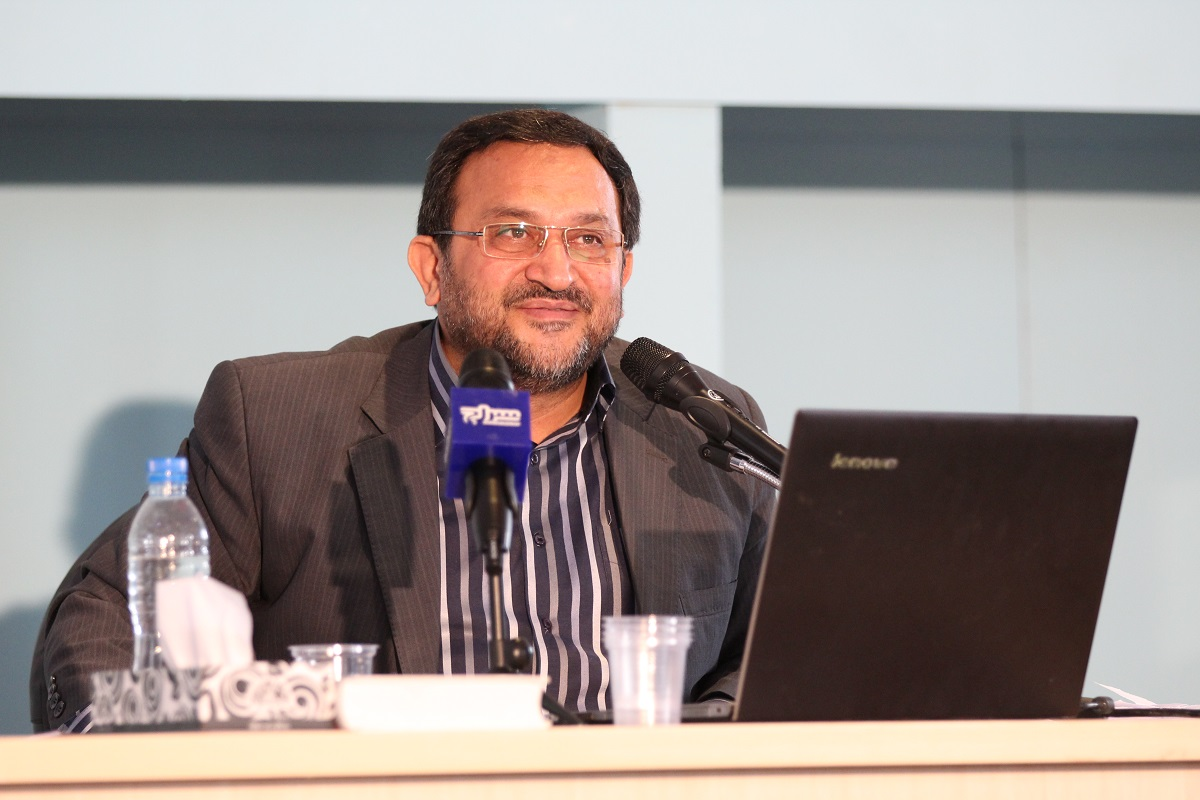
حمیدرضا مقدم‌فر، مشهد، ۱۳۹۳.

برخی به خاطر انتشار مطالب ضد-بهائی در وبسایت خبرگزاری فارس در زمان مدیر عاملی حمیدرضا مقدم‌فر، وی را مورد انتقاد قرار داده و به او اتهام نقض حقوق بشر زده‌اند.